# Laura Smulders

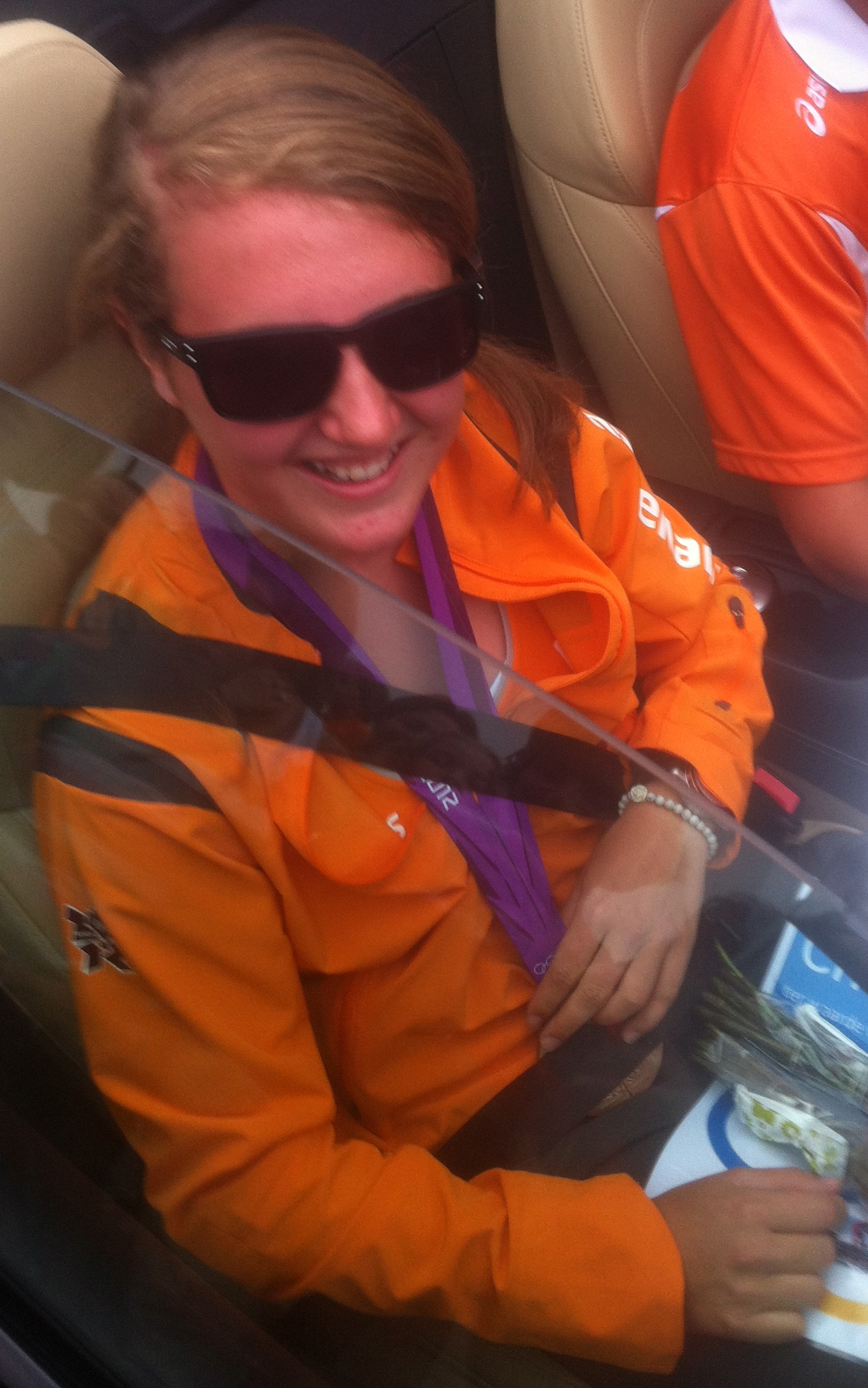
Smulders met de medaille van de Olympische Zomerspelen 2012

Laura Smulders (Nijmegen, 9 december 1993) is een Nederlands BMX'ster. Ze nam vier keer deel aan de Olympische Zomerspelen: in 2012, 2016, 2020 en 2024. In 2012 won ze de bronzen medaille. Ze werd vier keer Europees kampioen en twee keer wereldkampioen.

## Biografie

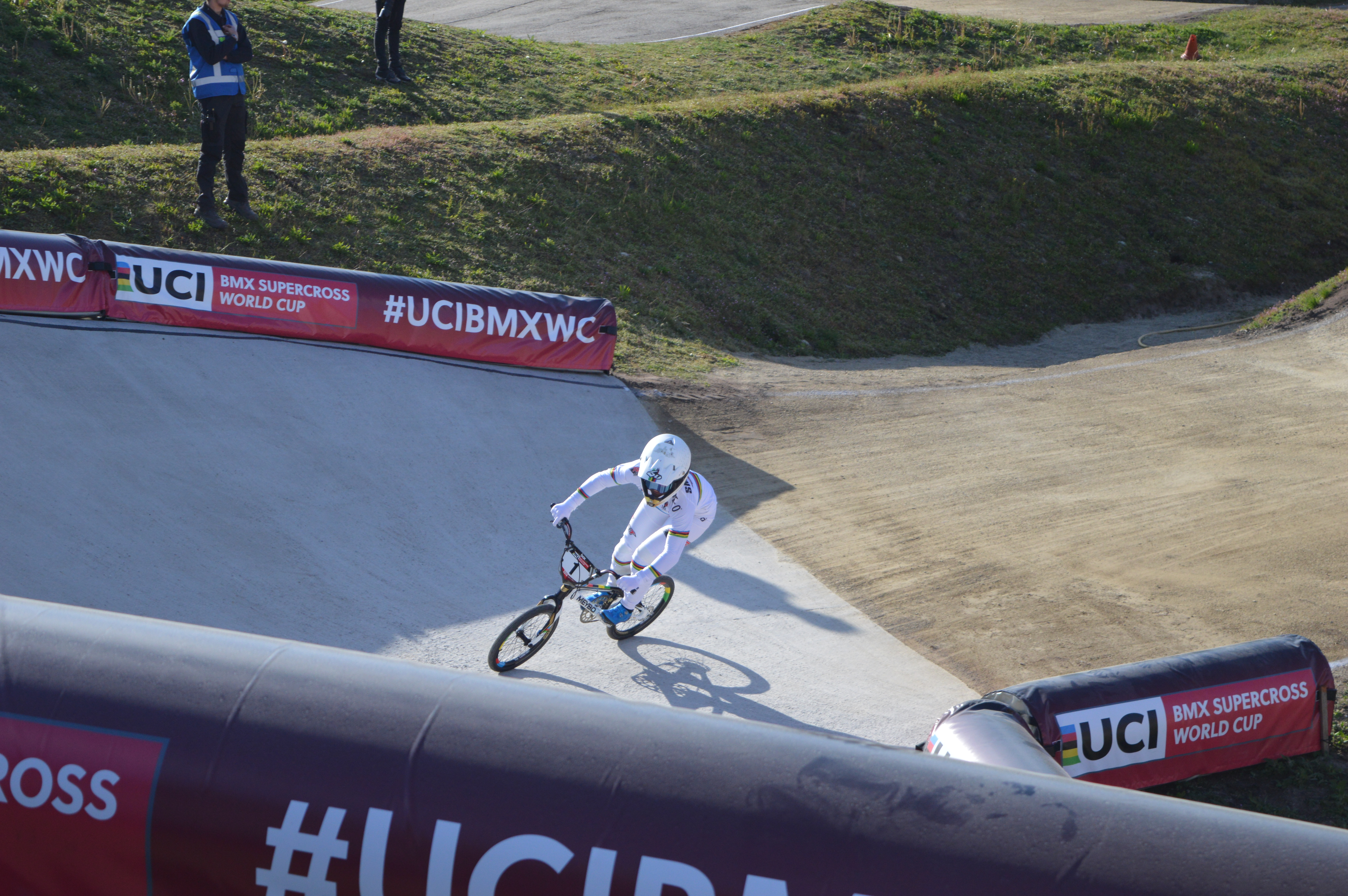
Laura Smulders in actie tijdens de wereldbekerwedstrijd op Papendal op 11 mei 2019.

Sinds 2001 is ze actief in deze sport en in 2005 werd ze in haar leeftijdscategorie voor het eerst Nederlands kampioen. In 2007 en 2008 deed ze dit nogmaals. In 2008, 2009 en 2010 werd ze Europees kampioen in haar leeftijdscategorie en in 2011 werd ze tweede.
Sinds 1 november 2011 maakte Smulders deel uit van de nationale topsportselectie. Voor de Olympische Spelen in Londen was op het onderdeel BMX voor vrouwen maar één startplaats beschikbaar. BMX-bondscoach Bas de Bever verkoos Smulders boven de gelijk gekwalificeerde Lieke Klaus. Op vrijdag 10 augustus 2012 won Smulders de bronzen medaille bij de olympische BMX-wedstrijd, achter de Colombiaanse Mariana Pajón (goud) en de Nieuw-Zeelandse Sarah Walker (zilver). Op 18 december 2012 won zij de prijs voor het meest belovende talent tijdens de NOC*NSF Sportgala 2012.
Op 13 juli 2014 werd Smulders in Roskilde Europees kampioen. Op 26 juli 2014 werd ze in Rotterdam wereldkampioen BMX op het onderdeel tijdrit en ze pakte brons op de challenge.
Eind 2014 is Smulders uit de nationale topsportselectie gestapt en een commercieel team gestart, ze sloot zich aan bij het huidige Team TVE Sport. In 2016 haalde Laura Smulders na een goede kwalificatiereeks opnieuw de olympische finale, ze kwam hier in de laatste bocht ten val en werd zevende.
In Bakoe werd ze op 9 juni 2018 voor de tweede keer wereldkampioen, deze keer op de supercross. Haar jongere zus Merel werd tweede, Judy Baauw derde. In datzelfde jaar won ze voor de derde keer op de rij het Wereldbekercircuit. In 2019 werd Smulders tweede op het wereldkampioenschap en won ze voor de vierde maal het eindklassement om de wereldbeker BMX waarin ze zes van de tien wedstrijden won. In 2021 tijdens de Olympische Spelen van Tokio betekende een val in de kwart finale het einde van medailleaspiraties. Na een intensief revalidatieproces aan haar geblesseerde enkel wist Laura Smulders amper 3 weken later tijdens het wereldkampioenschap in eigen land, op Papendal, toch nog een bronzen plak in de wacht te slepen. In 2022 en 2023 was ze met respectievelijk een bronzen en een zilveren medaille wederom dicht bij de wereldtitel. In 2022 won ze mede dankzij vier individuele overwinningen het eindklassement voor de Wereldbeker. Tijdens de Olympische Spelen in 2024 in Parijs greep Smulders met een vierde plaats nipt naast een medaille.